# Microregione di Patrocínio
Patrocínio è una microregione del Minas Gerais in Brasile, appartenente alla mesoregione di Triângulo Mineiro e Alto Paranaíba.

## Comuni
È suddivisa in 11 comuni:
- Abadia dos Dourados
- Coromandel
- Cruzeiro da Fortaleza
- Douradoquara
- Estrela do Sul
- Grupiara
- Iraí de Minas
- Monte Carmelo
- Patrocínio
- Romaria
- Serra do Salitre